# (979) Ilsewa
(979) Ilsewa ist ein Asteroid des Hauptgürtels, der am 29. Juni 1922 vom deutschen Astronomen Karl Wilhelm Reinmuth in Heidelberg entdeckt wurde.
Benannt wurde der Asteroid nach Ilse Waldorf, einer Bekannten des Entdeckers.